# Patrick Nellessen
Patrick Nellessen (geb. 1987 in München) ist ein deutscher Schauspieler.

## Leben
Patrick Nellessen wuchs in Erding auf. Von 2009 bis 2013 studierte er an der Bayerischen Theaterakademie August Everding. Bereits während seines Studiums sammelte er Bühnenerfahrung am Münchner Akademietheater und am Metropoltheater.
Sein erstes Festengagement führte ihn von 2013 bis 2015 an das Theater Erlangen. Zur Spielzeit 2015/16 erhielt er ein Gastengagement am Theater Augsburg.

## Filmografie (Auswahl)
- 2015: Die Rosenheim-Cops (Fernsehserie, Folge Tod auf der Walz)
- 2017: Hubert und Staller (Fernsehserie, Folge Heißer Tod)
- 2019: Gipfelstürmer – Das Berginternat (Filmreihe, 4 Folgen)
- 2019: SOKO Kitzbühel (Fernsehserie, Folge Unerwünschte Nebenwirkungen)
- 2021: In aller Freundschaft – Die jungen Ärzte (Fernsehserie, Folge Hindernisse)
- 2025: Watzmann ermittelt (Fernsehserie, Folge Die Ötzi)

## Theatrografie
- 2011: Merlin oder das wüste Land
- 2011: Schwarze Jungfrauen
- 2012: Der einsame Weg
- 2013: Trust
- 2013: Das Fest
- 2014: Jeder stirbt für sich allein
- 2014: Dantons Tod
- 2014: Eines langen Tages Reise in die Nacht
- 2015: Amphitryon
- 2015: Unschuld
- 2015: Hexenjagd
- 2015: Der Häßliche
- 2015: Die Geierwally
- 2015: Die letzte Karawanserei